# Етичке норме код психолошких истраживања
Ригорозне истраживачке методе су у самој сржи науке, па зато психолози значајно време посвећују дискусијама и расправама о процедурама за прикупљање и процењивање података. Такође се пуно расправља и о етици научних истраживања – о моралним принципима понашања који руководе истраживањима. Удружења психолога имају своје етичке кодексе које чланство мора да следи (нпр. American Psychology Association).

## Етичка начела у проучавању људских бића
Када се проучавају људска бића, потребно је пратити следеће норме:
- да се поштује достојанство и добробит испитаника.
- добровољно учествовање, да испитаници знају довољно о студији да би могли одлучити да ли желе да учествују (некада не могу знати све детаље, јер ће то променити њихово природно понашање).
- морају бити заштићени од физичког или менталног повређивања.
- ако постоји нека доза ризика, унапред се морају упозорити испитаници и дати им прилику да одустану.
- код испитивања непријатних тема (анксиозности, љутине, фрустрираности,...) мора се проверити. потенцијална вредност студије, размотрити употреба других алтернативних начина, обавезно дебрифовање на крају са објашњењем сврхе испитивања.

## Етичка начела проучавања животиња
Када се проучавају животиње, научници морају да следе принципе попут:
- Стицање, брига, употреба и одлагање животиња у складу са важећим савезним, државним и локалним законима и прописима и професионалним стандардима.
- Морају да обезбеде су сви појединци под њиховим надзором који користе животиње добили упутства о методама истраживања и нези, одржавање и руковање врстама које се користе, у мери која одговара њиховој улози.
- Уложити разумне напоре да умање нелагодност, инфекције, болести и бол субјеката животиња.
- Користити поступак који животиње излаже болу, стресу или лишењу само када је алтернативни поступак је недоступан и циљ је оправдан његовом будућом научном, образовном или примењеном вредношћу.
- Изводити хируршке поступке под одговарајућом анестезијом и следити технике како бисте избегли инфекцију и умањили бол током и после операције. Наставите брзо када је прикладно да живот животиње буде прекинут, уз настојање да се бол смањи на минимум и у складу са прихваћеним процедурама.

Штавише, психолози обучени за одговарајуће истраживачке методе и искусни у нези лабораторијских животиња морају надгледати све поступке који укључују те животиње и „одговорни су за обезбеђивање одговарајућег разматрања њихове удобности, здравља и хуманог третмана“, каже се у закону.

## Зашто су научницима потребна истраживања над животињама
Психолозима су потребна истраживања због: 
- да проуче базичне карактеристике одређене врсте
- да открију практичну примену (нпр. студије понашања животиња помажу сељацима како да смање деловање штеточина, птица и јелена, на усеве, а да их не убијају)
- да се проуче ствари које се не могу испитивати на људима из етичких или практичних разлога (нпр. на мајмунима испитивање ране депривације и последица на емоционални развој)
- да се разјасне теоријска питања (нпр. дужи живот жена да се не приписује животном стилу, кад се види да и код других сисара постоји та разлика између мушких и женских јединки)
- да се унапреди добробит људи (нпр. откривање лекова за смањење бола, рехабилитација неуролошких оштећења, разумевање механизама који леже иза губитка памћења и сенилности)